# Hercules (cràter)
Hercules és un prominent cràter ubicat a la part nord-est de la Lluna, a l'oest del cràter Atlas. Se situa a la vora est d'una extensió cap al sud de la Mare Frigoris. A l'oest, a través de la mar lunar, apareix el cràter Bürg. Al sud es troben les restes del cràter Williams, molt erosionat.

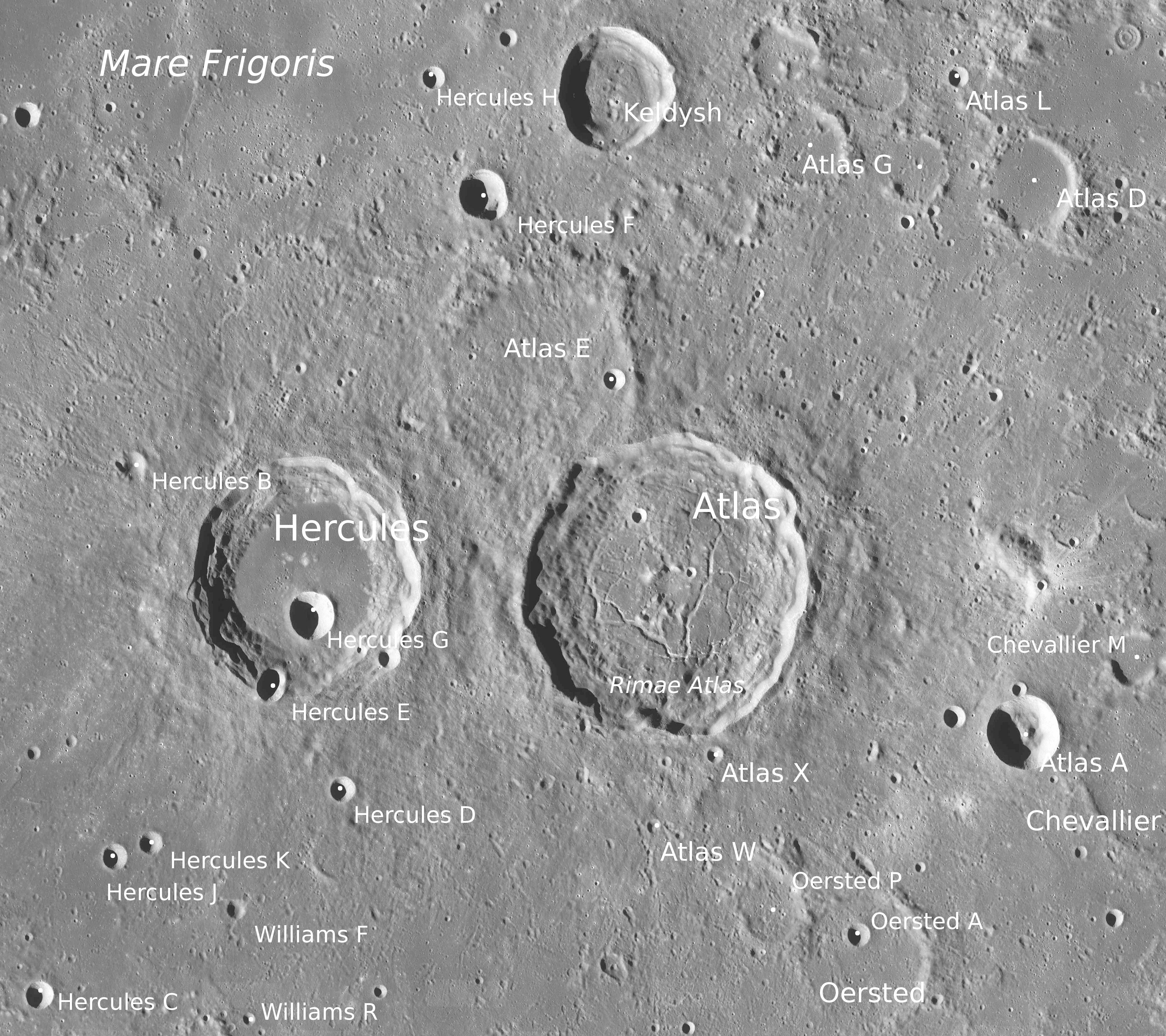
Localització d'Hercules (centre esquerra de la imatge)
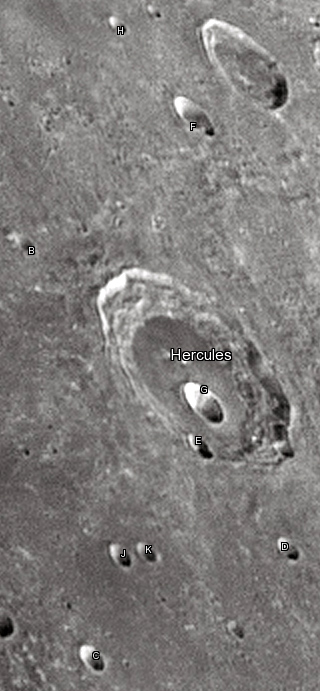
Cràters satèl·lit

Les parets interiors d'Hercules presenten múltiples terrasses, amb una petita rampa exterior. El sòl del cràter ha estat inundat per lava en el passat, i conté diverses àrees de baix albedo. El pic central ha estat enterrat per la lava, deixant només un turó baix a prop del punt mitjà.

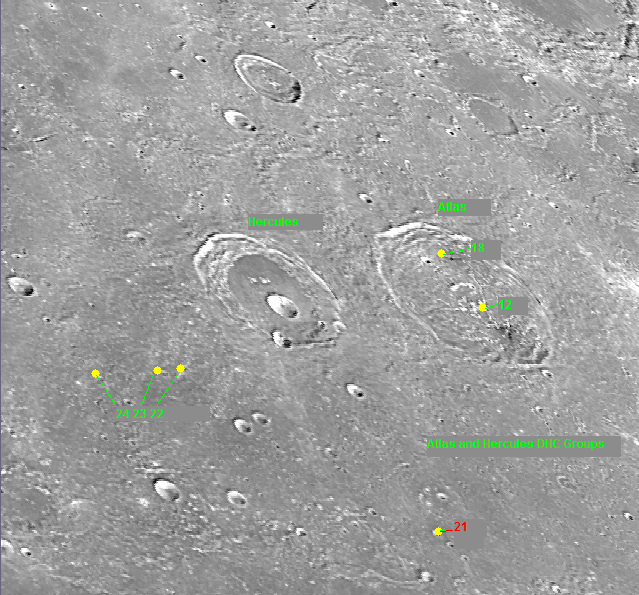
Cràters lunars Atlas (a dalt dreta) i Hercules (a baix esquerra). Els punts de colors es corresponen amb cràters d'halo fosc inclosos a la relació de l'Association of Lunar and Planetary Observers (ALPO).

El cràter satèl·lit Hercules G es troba en una posició prominent al sud del centre. El petit cràter Hercules E es troba al sector sud de la vora d'Hercules.

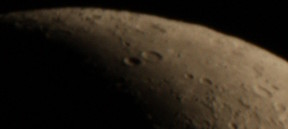
Atlas i Hercules al centre, a prop del terminador vistos des de la Terra

En el passat, aquest cràter ha estat informat com a localització d'un fenomen transitori.

## Cràters satèl·lit
Per convenció aquests elements són identificats en els mapes lunars posant la lletra en el costat del punt central del cràter que està més proper a Hercules.
| Hercules | Coordenades                          | Diàmetre |
| -------- | ------------------------------------ | -------- |
| B        | 47° 48′ N, 36° 36′ E / 47.8°N,36.6°E | 9 km     |
| C        | 42° 42′ N, 35° 18′ E / 42.7°N,35.3°E | 9 km     |
| D        | 44° 48′ N, 39° 42′ E / 44.8°N,39.7°E | 8 km     |
| E        | 45° 42′ N, 38° 30′ E / 45.7°N,38.5°E | 9 km     |
| F        | 50° 18′ N, 41° 42′ E / 50.3°N,41.7°E | 14 km    |
| G        | 46° 24′ N, 39° 12′ E / 46.4°N,39.2°E | 14 km    |
| H        | 51° 12′ N, 40° 54′ E / 51.2°N,40.9°E | 7 km     |
| J        | 44° 06′ N, 36° 24′ E / 44.1°N,36.4°E | 8 km     |
| K        | 44° 12′ N, 36° 54′ E / 44.2°N,36.9°E | 7 km     |